# あの日 (Ranの曲)
「あの日 feat.新山詩織」（あのひ フィーチャリング にいやましおり）は、Ranの楽曲。自身の配信シングルとして、B ZONEからダウンロード配信で2024年3月29日に発売された。

## 解説
コラボレーションのきっかけは、Ranは「私が上京と活動スタートから今年5周年を迎えた。そこでコラボ企画をしたいというのが最初にあって、「その第一弾をぜひ新山と作らせていただけないですか」というお話をしたのがきっかけでした。同じ事務所の先輩ということももちろんですけど、私は学生時代から新山の楽曲をずっと聴いていて、普通にファンだったんです。当時から新山の楽曲が刺さりまくっていたので、「第一弾は絶対新山にお願いしたいです」という気持ちでした」と述べている。
楽曲制作は、Ranは「私がリリースする曲ということで、一旦私が大枠を出して。そこからどうしていこうかと、お互いにラリーをしながら作っていく感じでした」と述べており、1番の歌詞はRanが、2番の歌詞は新山が制作した。新山は「10代の頃とか、学生時代の自分を思い出しながら書いていきました。今は大人になったけど、たまに昔の自分をどこかで思い出して、もしあのときだったらこうだったのかな…っていうと後悔になってしまうのかもしれないですけど、そうではなくて。過去を思い返しながらも、そのまま過去にしがみつくか、ちゃんと前を向いて進んでいくかは自分次第だなと思っていて。そこからはRanの歌詞を受けて、昔の自分に向けて書いてみたりしていました」と述べていいる。
新山はRanについて、「今回は初めてのコラボレーションということで、Ranはどんな風にメロディを作るのか、どんな言葉を絞るのかとてもワクワクしながらいました。たくさんの時間をともにしていく中でRanの「私はこうなんだ」という芯の強さ、みんなを明るく元気にしてしまうパワーに「本当にすごい人だ」と一人勝手に感動しました」と述べている。
この曲の編曲は黄勝日が担当した。
当楽曲は2025年7月30日に発売されるRanのアルバム『awkwardness』に収録される。